# Dror Moreh

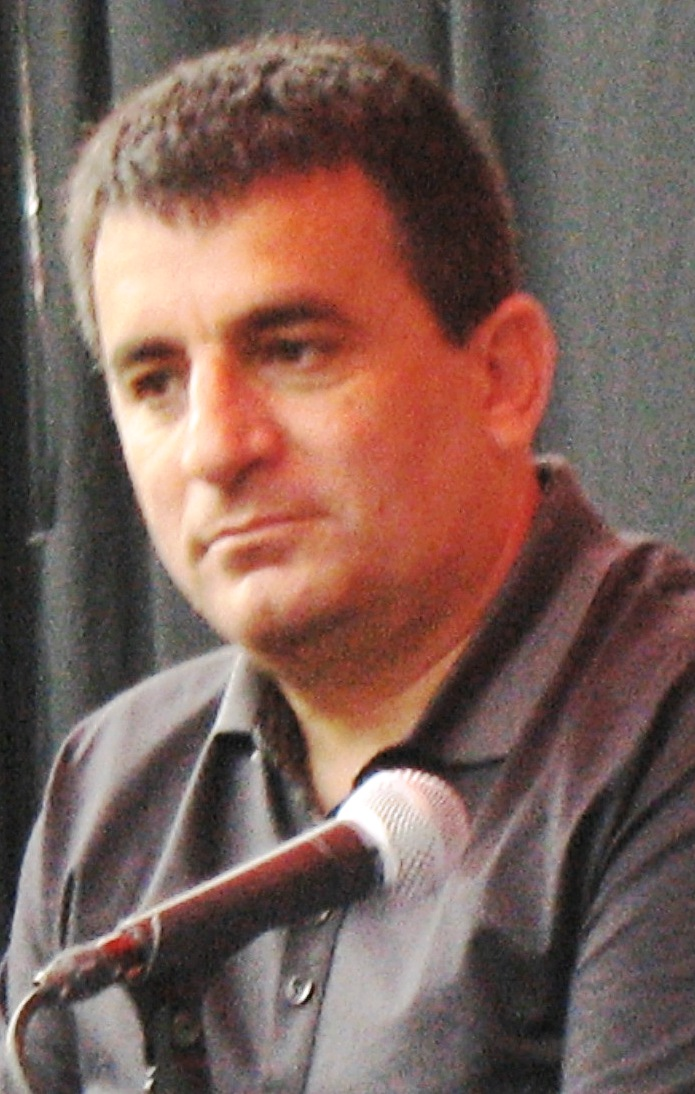
Foto de Dror Moreh 2012

Dror Moreh (Jerusalém, 4 de novembro de 1961) é um cinematografista e cineasta israelense. Como reconhecimento, foi nomeado ao Oscar 2013 na categoria de Melhor Documentário em Longa-metragem por The Gatekeepers.